# Guerres sueco-novgorodeses
Les guerres sueco-novgorodeses són els diversos episodis bèl·lics en què es van enfrontar la República de Nóvgorod i la Suècia medieval per obtenir el control sobre el Golf de Finlàndia, àrea vital per al lucratiu comerç de la Lliga Hanseàtica.

## Història
El 1142 les tropes sueques van atacar comerciants de Nóvgorod a la regió del mar Bàltic i van matar 150 nóvgorodins. És el primer fet conegut d'hostilitats entre Suècia i Nóvgorod. En 1164, una poderosa flota sueca va atacar a la important ciutat de Vell Ladoga, però va ser derrotada.
Al segle xii els novgorodesos van contractar pirates per atacar Suècia. Durant un d'aquests atacs (1187), van prendre com a trofeu les portes de la catedral de Sigtuna i les van dur a Nóvgorod. Actualment es troben a la Catedral de Santa Sofia de Nóvgorod.
El 1240, a instigació del Papa Innocenci IV, Birger Jarl va dirigir les "Croades bàltiques" en contra dels russos. Quan els suecs van desembarcar al riu Neva, van ser derrotats a la coneguda batalla del Nevà, pel jove príncep, Alexandre Nevski, al qual després se li va donar en el seu epitafi el nom de "Nevsky" en memòria de la seva victòria.
A partir de 1283, les flotes sueques van prendre sistemàticament el Llac Ladoga, impedint el pas dels navegants nóvgorodences. Per protegir-se i contraatacar Nóvgorod van construir grans Kremlin (fortalesa) a Koporye, Ladoga i Korela.

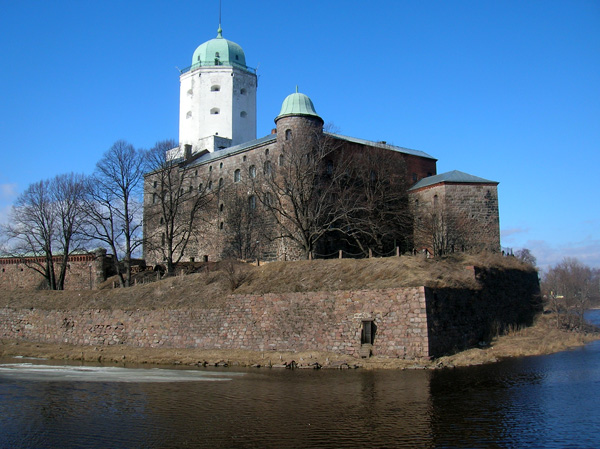
El castell de Vyborg.

El 1293 els suecs van conquerir una part de Carèlia occidental i van construir la fortalesa de Vyborg.
A principis del segle xiv, les tensions militars van créixer i els dos poders van continuar en guerra. el 1311, els novgorodensos van devastar Finlàndia, que els suecs declaraven com a seva. Com a resposta, la flota sueca va cremar el gran empori del comerç del nord, Staraya Ladoga.
Tres anys després, els carelians descontents amb el regnat de Nóvgorod, van començar a matar governadors russos i a demanar ajuda de Suècia. Després de diversos mesos d'hostilitats, Carèlia fou subjugada a Nóvgorod novament.

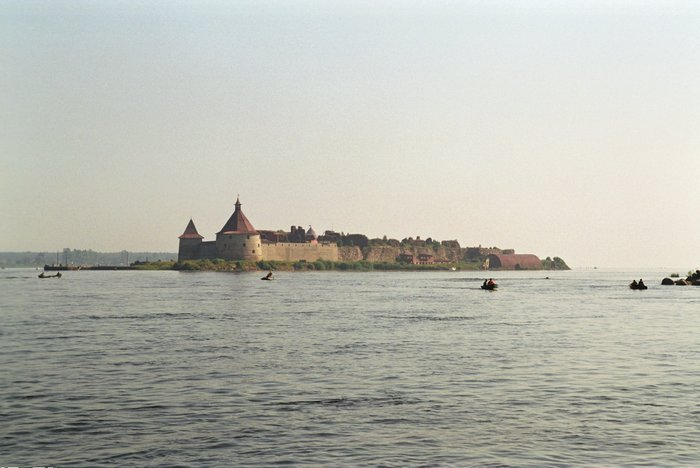
La fortalesa de Oreshek.

Diversos tractats de pau, com el Tractat de Nöteborg amb els suecs (12 agost 1323) o el Tractat de Nóvgorod amb els noruecs (3 juny 1326), van aconseguir un cessament d'hostilitats temporal. el 1318, els nóvgorodians saquejar Åbo. Quatre anys després, van prendre Vyborg i van fundar Oreshek, una de les fortaleses més importants del Ladoga.
El 1348, el rei Magnus Eriksson va enviar una altra croada contra Nóvgorod. Va prendre Oreshek i va convertir tota la comunitat, al catolicisme romà. L'any següent els russos van recuperar els terrenys perduts i van devastar Vyborg.
Les hostilitats van tornar el 1392 i 1411 augmentant l'interès pel Mar Blanc. L'últim conflicte va ser el 1445, unes dècades abans que Nóvgorod fos absorbida per Moscòvia.